# Alfonso V del Portogallo
Alfonso V del Portogallo, detto l'Africano (in portoghese Afonso V de Portugal; Sintra, 15 gennaio 1432 – Sintra, 28 agosto 1481), è stato il dodicesimo re del Portogallo e dell'Algarve.

## Origine familiare
Era il figlio terzogenito (al momento della nascita il primogenito, Giovanni, probabilmente era già morto) del re del Portogallo e dell'Algarve Edoardo d'Aviz e di Eleonora di Trastámara (1402-1445), figlia del re della corona d'Aragona e di Sicilia Ferdinando I e di Eleonora d'Alburquerque (1374 - 1435), figlia dell'infante Sancho di Castiglia, conte di Alburquerque, e di Beatrice del Portogallo.
Sua sorella Eleonora del Portogallo (1434-1467), sposò l'imperatore del Sacro Romano Impero, Federico III.

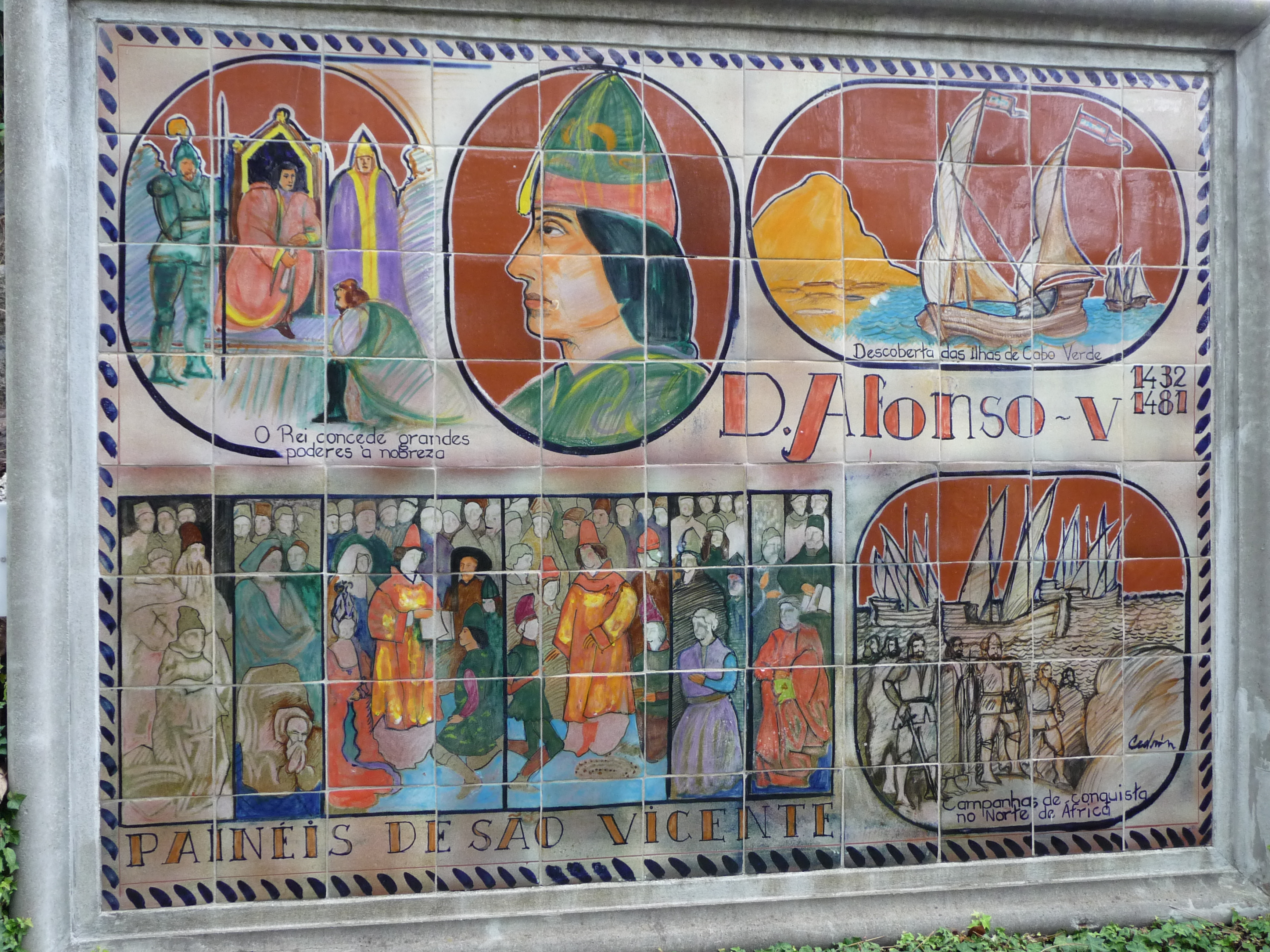
Pannello commemorativo vicino a Funchal, Madera

## Gioventù e reggenza
Alfonso V aveva solo sei anni quando successe al padre, morto di peste il 13 settembre 1438, sotto la reggenza della madre Eleonora, come da espresso desiderio testamentario del defunto re, Edoardo; la reggenza fu confermata dalle cortes, tenute a Torres Novas ancora nel 1438.
Questa decisione non piacque alla popolazione di Lisbona, che iniziò a ribellarsi, ma lo zio di Alfonso, il Connestabile del Portogallo, Giovanni entrò nella città e riuscì a spegnere ogni tentativo di ribellione, mentre l'altro zio, il duca di Coimbra Pietro, raccoglieva il malcontento intorno a sé, per cui fu richiesto alle cortes di pronunciarsi nuovamente sulla reggenza:
- lasciarla ad Eleonora, appoggiata dalla maggioranza dei nobili, come da volontà testamentarie, oppure
- darla a Pietro, lo zio del re, che aveva l'appoggio di una parte della nobiltà ma soprattutto della borghesia cittadina.

Le cortes (pare che Pietro riuscisse negli intrighi meglio del fratellastro, Alfonso, conte di Barcelos e futuro duca di Braganza, che parteggiava per la regina madre), riunite a Lisbona, nel dicembre del 1439, si pronunciarono per Pietro.
La regina madre Eleonora e Alfonso si rivolsero allora a Giovanni (fratellastro e genero di Alfonso), che aveva il controllo della città di Lisbona, per avere il suo appoggio e mantenere la reggenza contro la volontà delle cortes, ottenendone però un rifiuto.
Pietro, dall'inizio del 1440, esercitò la reggenza, e i rapporti con il fratellastro Alfonso di Braganza non furono molto buoni, arrivando quasi ad uno scontro armato a Mesão Frio sulle sponde del Duero.
I rapporti del re Alfonso V con Alfonso di Braganza invece rimasero ottimi, tanto che Alfonso di Braganza era ritenuto lo zio favorito del re.
Nel 1442, dopo la morte di Giovanni, Pietro cercò una riconciliazione con il fratellastro, Alfonso di Braganza, facendo in modo che Alfonso V lo creasse, il 30 dicembre dello stesso anno, primo duca di Braganza (divenne così il nobile più ricco e potente del regno).
Nel 1445, quando il rapporto tra Pietro e Alfonso di Braganza sembrava essersi normalizzato, le trattative per il matrimonio del re Alfonso V con Isabella di Coimbra, la figlia di Pietro, offesero enormemente Alfonso di Braganza, che riteneva che il re doveva sposare una delle sue nipoti, e pertanto i rapporti tra Pietro, il reggente e Alfonso di Braganza, lo zio più ascoltato da Alfonso V, si guastarono in modo definitivo.
Il 6 maggio 1448 fu celebrato il matrimonio tra Alfonso V e Isabella di Coimbra, figlia terzogenita del primo duca di Coimbra e reggente del regno del Portogallo, Pietro d'Aviz (figlio del re del Portogallo, Giovanni I e della moglie Filippa di Lancaster) e Isabella di Urgell (1409-1443), figlia del pretendente alla corona d'Aragona, il conte di Urgell Giacomo II e di Isabella d'Aragona.
Durante il periodo di reggenza di Pietro fu portata avanti una politica che soddisfaceva la borghesia cittadina e un poco meno la grande nobiltà; inoltre il reggente riprese a concedere sussidi al fratello Enrico detto il Navigatore che poté continuare le spedizioni per l'esplorazione dell'Atlantico.

## Guerra civile e sviluppo delle esplorazioni

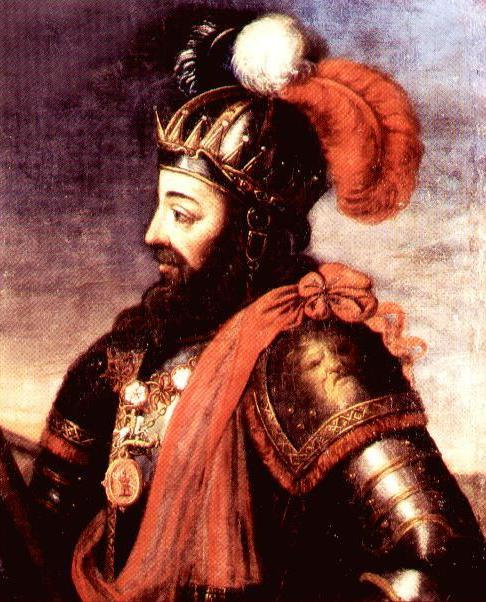
Alfonso V

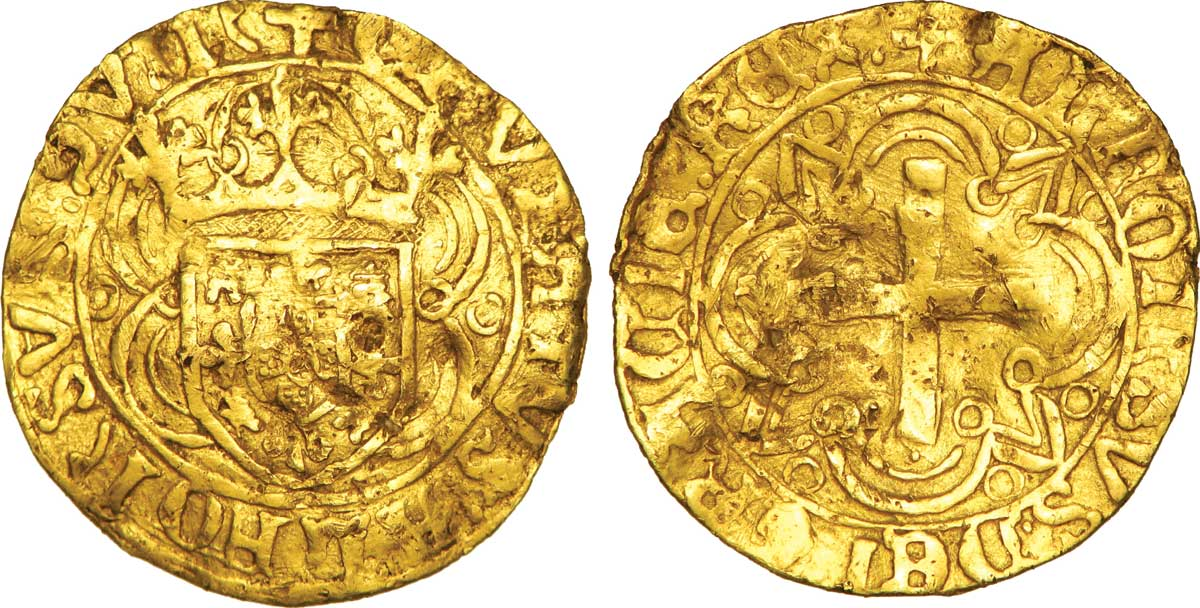
Alfonso V del Portogallo

Alfonso V, che aveva raggiunto la maggior età nel 1446, dal 9 giugno del 1448 cominciò a governare direttamente senza più bisogno della reggenza dello zio Pietro, ma sotto l'influenza dello zio Alfonso I di Braganza, che gli suggerì di annullare tutti i provvedimenti presi da Pietro durante la reggenza. Alfonso V lo fece il 15 settembre, creando malumore in Pietro.
Alfonso di Braganza, ora principale consigliere del nipote, cominciò a mettere in giro la voce che Pietro, non condividendo le posizioni del re, fosse un ribelle, e nel 1449 lo fece dichiarare apertamente un ribelle, facendo precipitare gli eventi che portarono alla rottura che sfociò in una guerra aperta, che vide Pietro alleato del proprio figlio, Pietro di Coimbra nuovo conestabile del Portogallo, contro Alfonso di Braganza ed il re Alfonso V, che si concluse con la battaglia d'Alfarrobeira, nelle vicinanze di Vila Franca de Xira, dove il duca di Coimbra perse la vita ed il figlio, il conestabile del Portogallo, dovette lasciare il Portogallo e andare in esilio in Castiglia.
Sulla morte di Pietro vi è ancor oggi incertezza sul fatto che Pietro forse non morì durante il combattimento ma fu assassinato da uno dei suoi stessi uomini.
In politica interna Alfonso V continuò la politica sia di suo padre Edoardo che di suo nonno Giovanni I continuandi ad applicare la Lei das sesmarias, che prevedeva che le terre non coltivate fossero date in concessione a chi le avrebbe lavorate e chi si mostrava inoperoso veniva costretto a lavorare e se persisteva veniva arrestato.
Nel 1454, riconciliatosi con il cugino Pietro di Coimbra, Alfonso V permise a Pietro di rientrare in Portogallo e riottenere tutti i suoi beni e le cariche che ricopriva prima dell'esilio.
Nel 1455 Alfonso V rimase vedovo.
Continuando la politica dello zio Pietro, Alfonso V continuò a finanziare le esplorazioni sia della costa africana che dell'Atlantico e a partire dal 1450, Alvise Cadamosto esplorò le coste africane dell'Atlantico arrivando al fiume Gambia nell'attuale Senegal e, tra il 1455 e il 1456 scoprì (probabilmente avvistò le isole senza esplorarle) le prime cinque isole dell'arcipelago di Capo Verde. Antonio da Noli vi giunse negli stessi anni e le esplorò e poi le colonizzò.

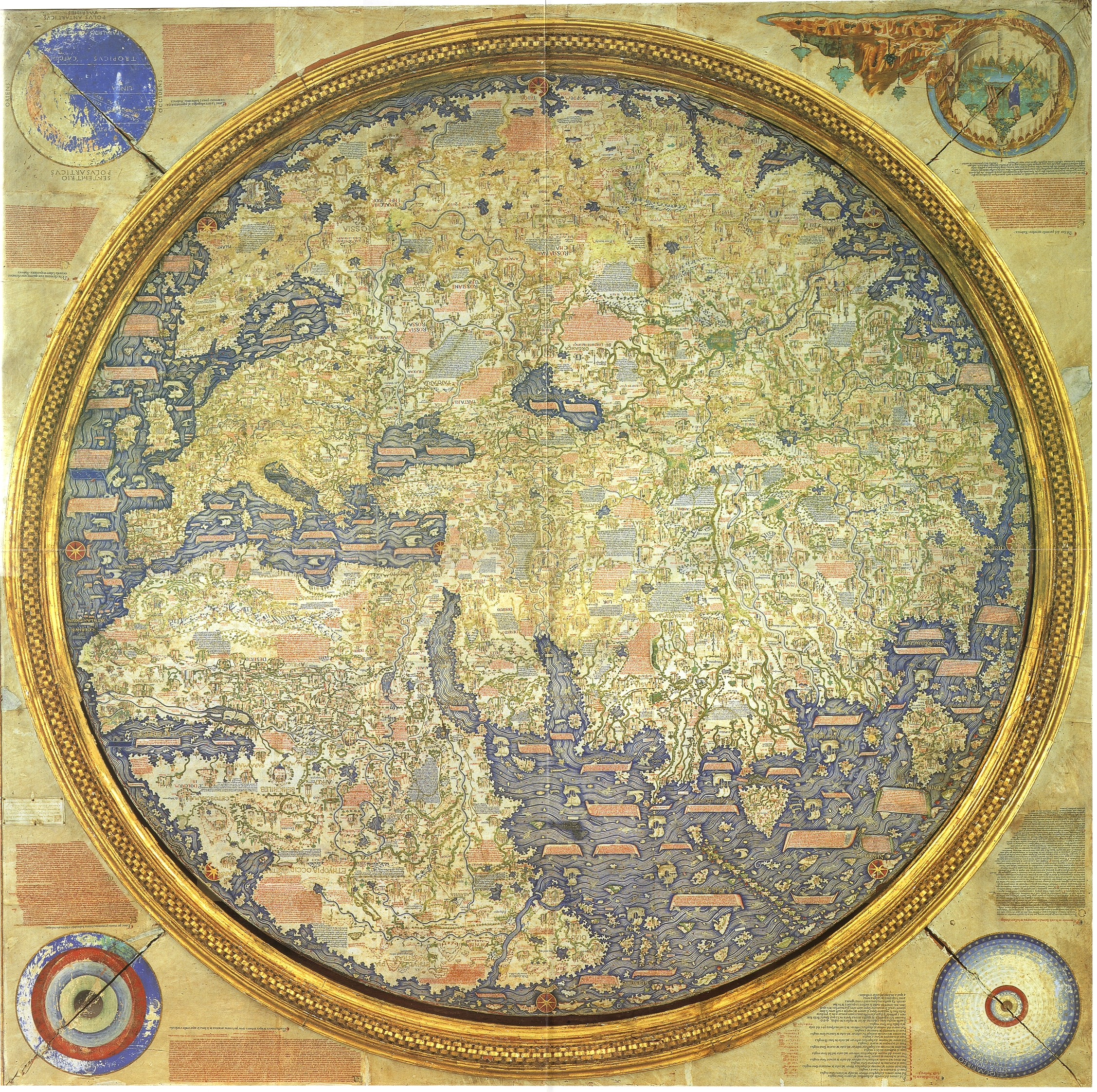
Planisfero di Fra Mauro. Era stato commissionato da Alfonso V nel 1457; terminato il 24 aprile 1459, fu spedito in Portogallo con una lettera per il principe Enrico detto il Navigatore, zio di Alfonso, che incoraggiava i viaggi di esplorazione, per ulteriori scoperte. Copia di Andrea Bianco alla Biblioteca nazionale Marciana di Venezia.

Nel 1459 un geografo, cartografo e monaco camaldolese veneziano del XV secolo, Fra Mauro, gli inviò in Portogallo un planisfero del vecchio Mondo, oggi andato perduto, ordinatagli dallo stesso Alfonso.
Nel 1460 la costa africana era stata esplorata fino all'attuale Sierra Leone.
Alfonso V continuò le esplorazioni anche dopo la morte dello zio Enrico (1460) e, nel 1461, Pedro da Cintra si spinse sino a capo Mesurado e, pur non trascurando l'esplorazione marittima, nel 1469 appaltò i diritti reali sul commercio della Guinea a Fernão Gomes a condizione che egli scoprisse cento leghe di costa ogni anno, con il risultato che tra il 1469 e il 1473 venne attraversato l'equatore (da parte di Lopes Gonçalves) e raggiunto capo Catherine.
Nel 1474 Alfonso V affidò al figlio Giovanni l'amministrazione dei forti e delle stazioni commerciali della costa africana.

## Spedizioni contro il Marocco
Nel 1458 Alfonso V partì per il Nordafrica e il duca di Braganza, Alfonso, ricevette la luogotenenza del regno per tutto il periodo di assenza del re, che, nella conquista della città marocchina di Alcácer-Ceguer, situata tra Tangeri e Ceuta, nel 1458, e poi nella spedizione del 1460, che portò alla conquista di Tangeri, ebbe al suo fianco il cugino, Pietro di Coimbra, che nel 1463, divenne re d'Aragona Pietro V di Aragona.
Nel 1465 Alfonso V inviò una flotta portoghese ad aiutare il cugino a rompere l'assedio di Barcellona da parte delle truppe di Giovanni II di Aragona.
Comunque si distinse per le sue campagne contro i musulmani del Nordafrica, e dopo avere perso Tangeri due volte (la seconda nel 1464) Alfonso si imbarcò in un'ultima campagna contro i musulmani che portò alla conquista di Arzila (1470) e alla definitiva conquista di Tangeri nel 1471 che gli guadagnò il soprannome di Africano.

## Guerra di successione castigliana

Bandiera di Alfonso V e Giovanna, la Beltraneja durante la loro pretesa al regno di Castiglia

In quegli anni si stava aprendo una lotta per la successione sul trono del regno di Castiglia, dove regnava sua sorella, Giovanna del Portogallo accanto al marito, Enrico IV: il re, Enrico, nel 1468, aveva firmato un trattato (Tratado de los Toros de Guisando) nel quale riconosceva di fatto l'illegittimità della figlia Giovanna, designando come erede la propria sorellastra, Isabella, la Cattolica.
Nel 1469, però, dopo che la sorellastra si era sposata, contro il volere di Enrico IV con l'erede al trono di Aragona, Ferdinando, Enrico ritrattò il precedente accordo, giurò pubblicamente che Giovanna era sua figlia legittima e la proclamò erede al trono (Cerimonia de la Val de Lozoya).
Ma nel 1474 la sorella di Alfonso V, Giovanna del Portogallo, per via delle relazioni extramatrimoniali fu ripudiata dal marito che dichiarò che il matrimonio non era mai stato valido e fu costretta a rientrare in Portogallo.
Però quando Enrico IV morì, l'11 dicembre del 1474, Giovanna rientrò in Castiglia per sostenere la figlia, Giovanna detta la Beltraneja, legittima erede del trono, contro Isabella.
Giovanna del Portogallo, prima di morire, combinò il matrimonio, che fu celebrato, a Plasencia, il 30 maggio del 1475, di sua figlia, Giovanna detta la Beltraneja, con suo fratello il re del Portogallo, Alfonso V.
I tentativi di espansione politica nella penisola iberica di Alfonso V non diedero i frutti sperati, perché dopo avere invaso la Castiglia (estate del 1475), per difendere i diritti di sua moglie, dichiarato re di Castiglia e León, dai partigiani della moglie, nonostante Isabella fosse già stata incoronata regina con il marito Ferdinando, mentre il suo alleato, il re di Francia Luigi XI, invadeva la Biscaglia, fu sconfitto pesantemente. Il 1º marzo 1476, nella battaglia di Toro, mentre lui fu messo in fuga da Ferdinando, il figlio Giovanni tenne le posizioni sconfiggendo le forze che gli erano contrapposte. Tuttavia dato che i suoi sostenitori in Castiglia diminuivano e soprattutto diverse città e contee che prima lo sostenevano, tra cui Madrid, passarono dalla parte di Isabella, egli si ritirò e nel 1477 si recò in Francia per richiedere l'aiuto del re Luigi XI, ma dopo avere intavolato le trattative si accorse di non approdare ad alcun risultato e rientrò mestamente in Portogallo.

## Ultimi anni di vita e morte
La pace fu siglata ad Alcáçovas (Viana do Alentejo), dal figlio Giovanni, in quanto Alfonso V si era da tempo ritirato nel convento di Varatojo a Torres Vedras, lasciando il governo nelle mani del figlio. Visse in monastero, senza più interessarsi di politica, sino alla morte che lo raggiunse il 28 agosto del 1481 e fu tumulato nel Monastero di Batalha.
Alla sua morte gli successe il figlio Giovanni II.
Anche la moglie Giovanna, dopo avere compreso che i suoi interessi erano stati traditi, ferita nell'onore e nell'orgoglio, nel 1479, si era ritirata nel monastero di Santa Clara di Coimbra, dove, nel 1480, prese i voti.

## Discendenza
Dalla prima moglie, Isabella di Coimbra (1432-1455), Alfonso ebbe tre figli:
- Giovanni del Portogallo (1451), morto dopo poche settimane
- Giovanna del Portogallo (1452-1490)
- Giovanni (1455-1495), re del Portogallo

Dalla seconda moglie, Giovanna (1462-1530), Alfonso non ebbe discendenza.

## Nella cultura di massa

### Televisione
- Isabel (serie televisiva) (2012], interpretato da Daniel Albadalejo.

## Antenati
|                           |                         |                                            | Genitori                                 |  |  | Nonni |  |  | Bisnonni                |  |  | Trisnonni                 |  |
|                           |                         |                                            |                                          |  |  |       |  |  | Pietro I del Portogallo |  |  | Alfonso IV del Portogallo |  |
|                           |                         |                                            |                                          |  |  |       |  |  | Pietro I del Portogallo |  |  | Alfonso IV del Portogallo |  |
|                           |                         | Beatrice di Castiglia                      |                                          |  |  |       |  |  | Pietro I del Portogallo |  |  |                           |  |
| Giovanni I del Portogallo |                         |                                            |                                          |  |  |       |  |  | Pietro I del Portogallo |  |  |                           |  |
|                           |                         | Teresa Lourenço                            | Lourenço Martins                         |  |  |       |  |  |                         |  |  |                           |  |
|                           |                         | Teresa Lourenço                            | Lourenço Martins                         |  |  |       |  |  |                         |  |  |                           |  |
|                           |                         | Teresa Lourenço                            | Sancha Martins                           |  |  |       |  |  |                         |  |  |                           |  |
| Edoardo del Portogallo    |                         | Teresa Lourenço                            |                                          |  |  |       |  |  |                         |  |  |                           |  |
|                           |                         | Giovanni Plantageneto, I duca di Lancaster | Edoardo III d'Inghilterra                |  |  |       |  |  |                         |  |  |                           |  |
|                           |                         | Giovanni Plantageneto, I duca di Lancaster | Edoardo III d'Inghilterra                |  |  |       |  |  |                         |  |  |                           |  |
|                           |                         | Giovanni Plantageneto, I duca di Lancaster | Filippa di Hainaut                       |  |  |       |  |  |                         |  |  |                           |  |
| Filippa di Lancaster      |                         | Giovanni Plantageneto, I duca di Lancaster |                                          |  |  |       |  |  |                         |  |  |                           |  |
|                           |                         | Bianca di Lancaster                        | Enrico Plantageneto, I duca di Lancaster |  |  |       |  |  |                         |  |  |                           |  |
|                           |                         | Bianca di Lancaster                        | Enrico Plantageneto, I duca di Lancaster |  |  |       |  |  |                         |  |  |                           |  |
|                           |                         | Bianca di Lancaster                        | Isabella di Beaumont                     |  |  |       |  |  |                         |  |  |                           |  |
| Alfonso V del Portogallo  |                         | Bianca di Lancaster                        |                                          |  |  |       |  |  |                         |  |  |                           |  |
|                           | Giovanni I di Castiglia | Enrico II di Castiglia                     |                                          |  |  |       |  |  |                         |  |  |                           |  |
|                           | Giovanni I di Castiglia | Enrico II di Castiglia                     |                                          |  |  |       |  |  |                         |  |  |                           |  |
|                           | Giovanni I di Castiglia | Giovanna Manuele                           |                                          |  |  |       |  |  |                         |  |  |                           |  |
| Ferdinando I di Aragona   | Giovanni I di Castiglia |                                            |                                          |  |  |       |  |  |                         |  |  |                           |  |
|                           |                         | Eleonora d'Aragona                         | Pietro IV di Aragona                     |  |  |       |  |  |                         |  |  |                           |  |
|                           |                         | Eleonora d'Aragona                         | Pietro IV di Aragona                     |  |  |       |  |  |                         |  |  |                           |  |
|                           |                         | Eleonora d'Aragona                         | Eleonora di Sicilia                      |  |  |       |  |  |                         |  |  |                           |  |
| Eleonora di Trastámara    |                         | Eleonora d'Aragona                         |                                          |  |  |       |  |  |                         |  |  |                           |  |
|                           |                         | Sancho d'Alburquerque                      | Alfonso XI di Castiglia                  |  |  |       |  |  |                         |  |  |                           |  |
|                           |                         | Sancho d'Alburquerque                      | Alfonso XI di Castiglia                  |  |  |       |  |  |                         |  |  |                           |  |
|                           |                         | Sancho d'Alburquerque                      | Eleonora di Guzmán                       |  |  |       |  |  |                         |  |  |                           |  |
| Eleonora d'Alburquerque   |                         | Sancho d'Alburquerque                      |                                          |  |  |       |  |  |                         |  |  |                           |  |
|                           |                         | Beatrice del Portogallo                    | Pietro I del Portogallo                  |  |  |       |  |  |                         |  |  |                           |  |
|                           |                         | Beatrice del Portogallo                    | Pietro I del Portogallo                  |  |  |       |  |  |                         |  |  |                           |  |
|                           |                         | Beatrice del Portogallo                    | Inés de Castro                           |  |  |       |  |  |                         |  |  |                           |  |
|                           |                         | Beatrice del Portogallo                    |                                          |  |  |       |  |  |                         |  |  |                           |  |